# Thomas Rogne
Thomas Pauck Rogne (Bærum, 29 de junio de 1990) es un futbolista noruego. Juega de defensa y se encuentra sin equipo tras abandonar el Helsingborgs IF.
Desde 2019 es esposo de la futbolista Ada Hegerberg.

## Selección nacional
Ha sido internacional con la selección de fútbol de Noruega sub-19, sub-21, sub-23 y absoluta, con la que ha jugado dos partidos.

## Clubes
| Club                 | País       | Año       |
| -------------------- | ---------- | --------- |
| Stabæk Fotball       | Noruega    | 2007-2010 |
| Celtic F. C.         | Escocia    | 2010-2013 |
| Wigan Athletic F. C. | Inglaterra | 2013-2015 |
| IFK Göteborg         | Suecia     | 2015-2017 |
| Lech Poznań          | Polonia    | 2018-2021 |
| Apollon Smyrnis      | Grecia     | 2022      |
| Helsingborgs IF      | Suecia     | 2022-2024 |

## Palmarés

### Títulos nacionales
| Título                    | Club           | País    | Año  |
| ------------------------- | -------------- | ------- | ---- |
| Supercopa de Noruega      | Stabæk Fotball | Noruega | 2009 |
| Copa de Escocia           | Celtic F. C.   | Escocia | 2011 |
| Premier League de Escocia | Celtic F. C.   | Escocia | 2012 |
| Premier League de Escocia | Celtic F. C.   | Escocia | 2013 |
| Copa de Escocia           | Celtic F. C.   | Escocia | 2013 |
| Copa de Suecia            | IFK Göteborg   | Suecia  | 2015 |